# Уран-233
Уран-233 (233U або U-233) — це ізотоп урану, що розщеплюється, який утворюється з торію-232 у рамках торієвого паливного циклу. Уран-233 досліджувався для використання в ядерній зброї та як паливо для реакторів. Він успішно використовувався в експериментальних ядерних реакторах і був запропонований для ширшого використання як ядерне паливо. Його період напіврозпаду становить 160 000 років.
Уран-233 отримують нейтронним опроміненням торію-232. Коли торій-232 поглинає нейтрон, він стає торієм-233, який має період напіврозпаду лише 22 хвилини. Торій-233 розпадається на протактиній-233 шляхом бета-розпаду. Протактиній-233 має період напіврозпаду 27 днів і розпадається шляхом бета-розпаду на уран-233; деякі запропоновані конструкції реакторів на розплавах солей намагаються фізично ізолювати протактиній від подальшого захоплення нейтронів до бета-розпаду, щоб зберегти нейтронну ефективність (якщо пропущене вікно 233U, наступною ціллю, що розщеплюється, є 235U, тобто загалом 4 нейтрони необхідні для поділу).
233U зазвичай ділиться при поглинанні нейтронів, але іноді зберігає нейтрони, перетворюючись на уран-234. Відношення числа подій захоплення до поділу урану-233 менше, ніж у двох інших основних видів палива, що розщеплюються, урану-235 і плутонію-239.[джерело?]

## Матеріал, що розщеплюється

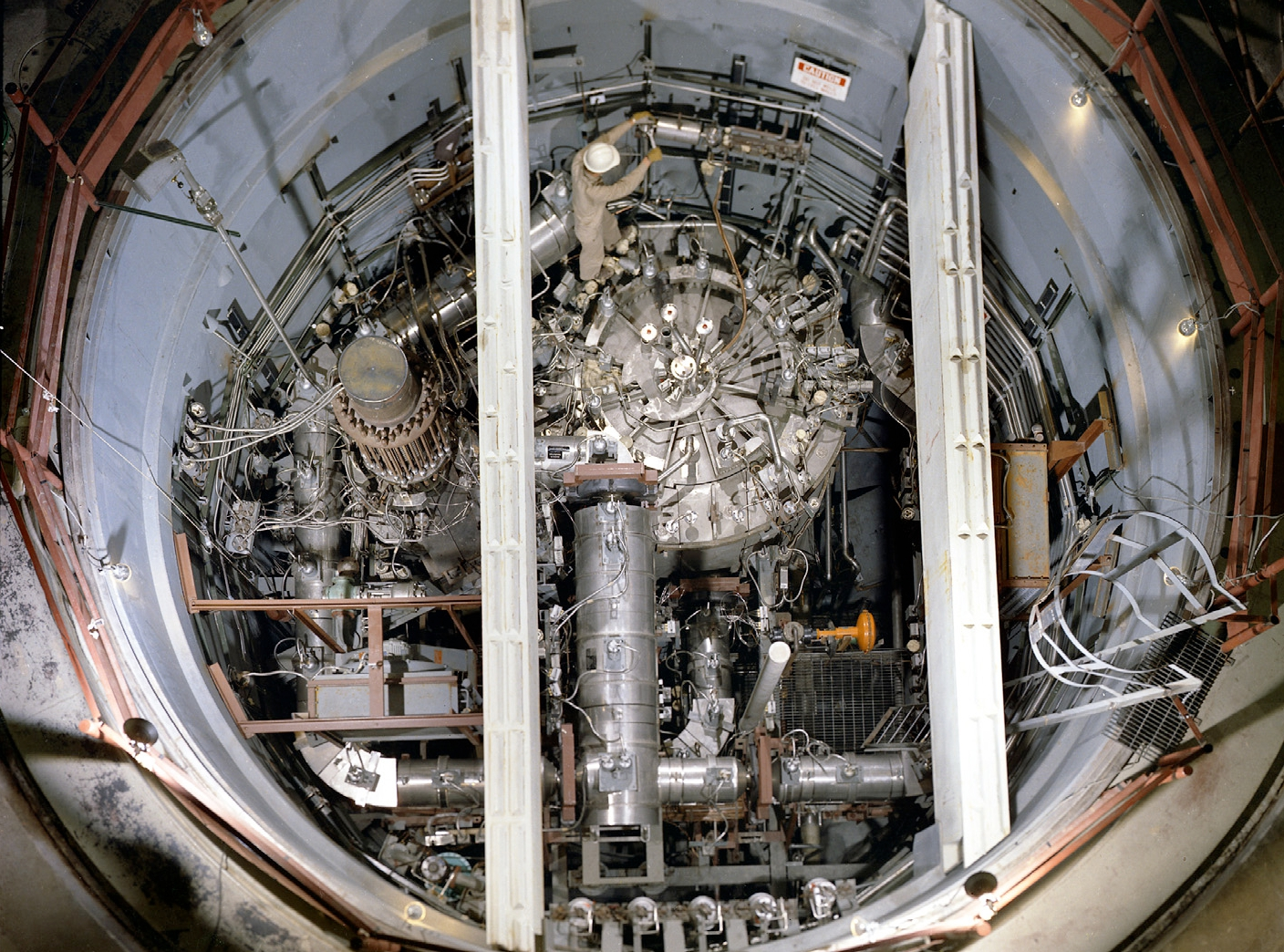

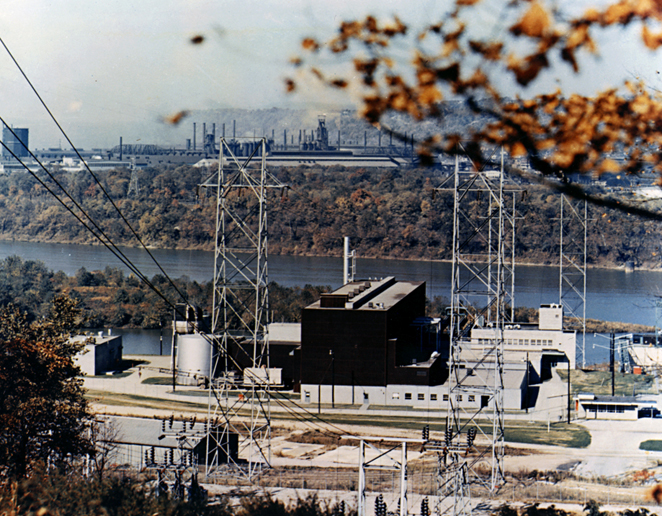

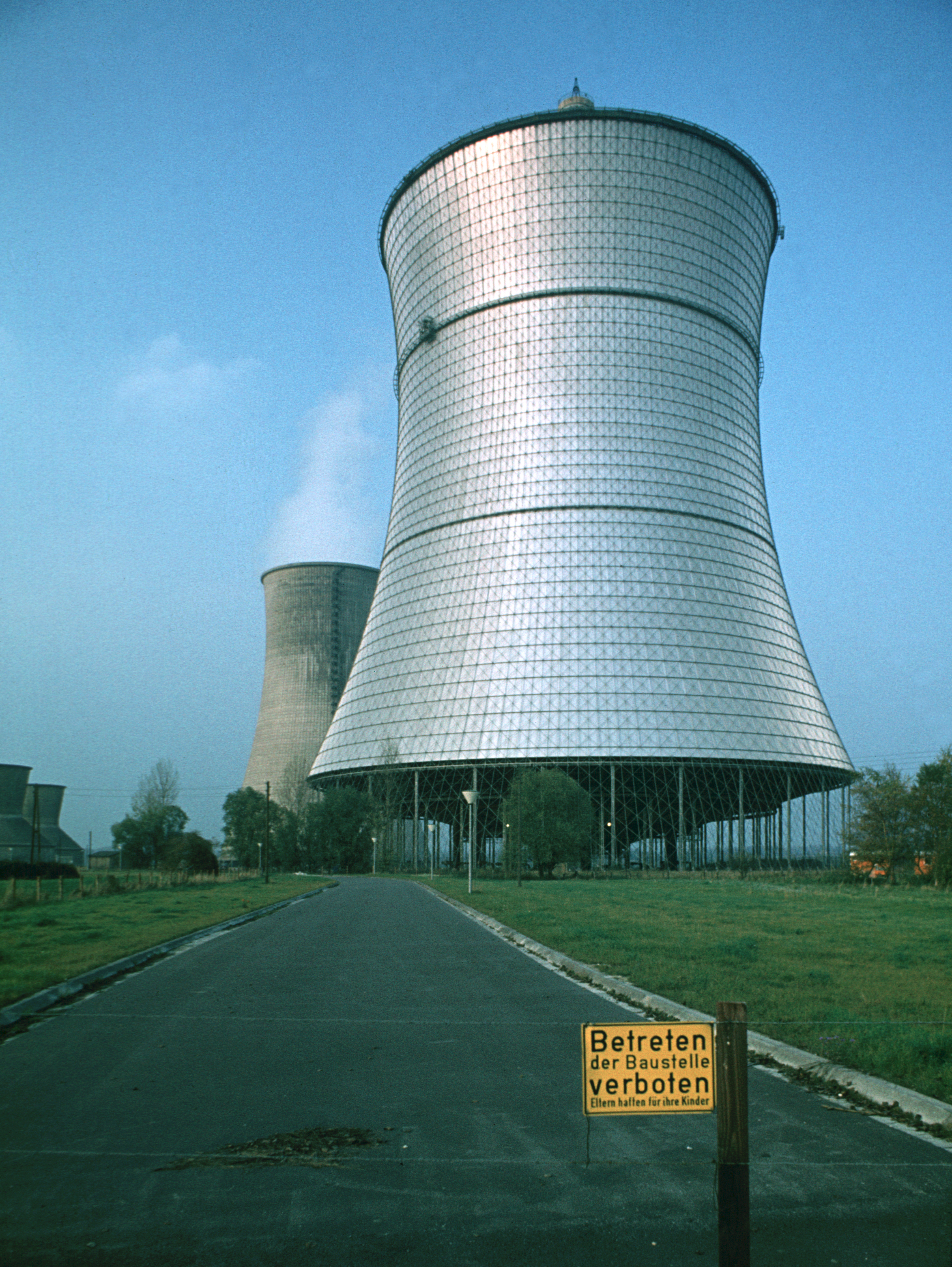
Німецький THTR-300

У 1946 році вперше повідомили про уран-233, отриманий з торію, як «третє доступне джерело ядерної енергії та атомних бомб» (на додаток до урану-235 і плутонію-239), після доповіді Організації Об'єднаних Націй і виступу Гленна Сіборга.
Сполучені Штати виробили протягом холодної війни приблизно 2 метричні тонни урану-233 різного рівня хімічної та ізотопної чистоти. Вони були вироблені у Генфордському комплексі і Саванна-Рівер в реакторах, призначених для виробництва плутонію-239.

## Ядерне паливо
Уран-233 використовувався як паливо в кількох різних типах реакторів і пропонується як паливо для кількох нових конструкцій (див. торієвий паливний цикл), усі з яких утворюють його з торію. Уран-233 можна виробляти як у реакторах на швидких нейтронах, так і в реакторах на теплових нейтронах, на відміну від паливних циклів на основі урану-238, які вимагають чудової нейтронної ефективності від реактора на швидких нейтронах для розмноження плутонію, тобто щоб виробляти більше матеріалу, що розщеплюється, ніж споживається.
Довгострокова стратегія ядерно-енергетичної програми Індії, яка має значні запаси торію, полягає в переході до розмноження урану-233 з торієвої сировини.

### Енергія, що виділяється
Поділ одного атома урану-233 генерує 197,9 МеВ = 3,171·10−11 Дж (тобто 19.09 ТДж/моль = 81,95 ТДж/кг = 22764 МВт·год/кг, що в 1,8 млн разів більше, ніж така ж маса дизельного палива).
| Джерело                                                                                   | Середня виділена енергія, (МеВ) |
| ----------------------------------------------------------------------------------------- | ------------------------------- |
| Енергя, що виділяється негайно                                                            |                                 |
| Кінетична енергія осколків поділу                                                         | 168.2                           |
| Кінетична енергія швидких нейтронів                                                       | 00 4.8                          |
| Енергія, що переноситься швидкими γ-променями                                             | 00 7.7                          |
| Енергія продуктів розпаду                                                                 |                                 |
| Енергія β − частинок                                                                      | 00 5.2                          |
| Енергія антинейтрино                                                                      | 00 6.9                          |
| Енергія запізнілих γ-променів                                                             | 00 5,0                          |
| Сума (без урахування антинейтрино)                                                        | 191,0                           |
| Енергія, що виділяється, коли вловлюються ті швидкі нейтрони, які не (відтворюють) поділу | 00 9.1                          |
| Енергія перетворюється на тепло в працюючому тепловому ядерному реакторі                  | 200.1                           |

## Матеріал для зброї

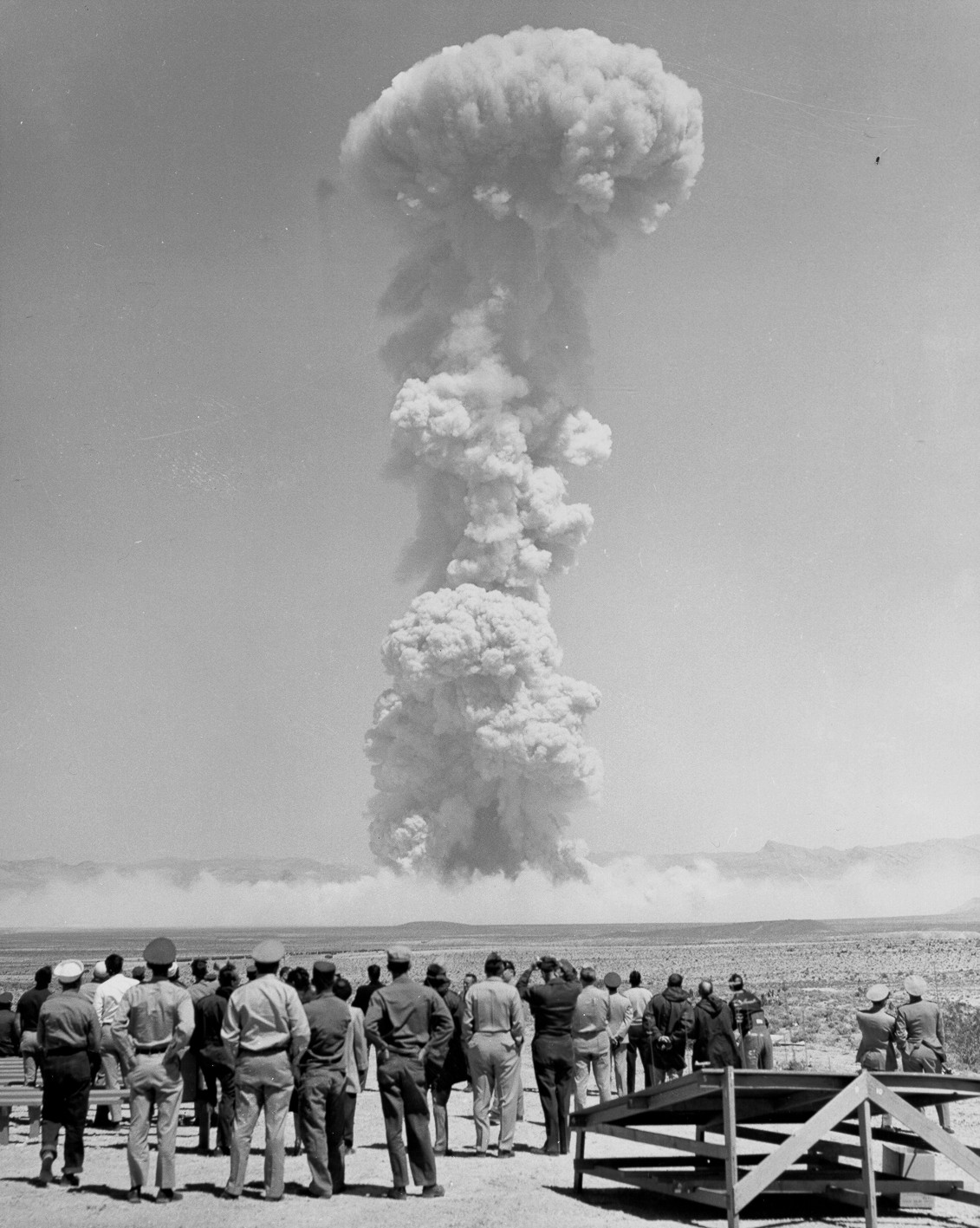
Перший підрив ядерної бомби, до складу якої входив U-233, стався 15 квітня 1955 року

Як потенційний збройовий матеріал, чистий уран-233 більше схожий на плутоній-239, ніж уран-235 з точки зору походження (розмножений або природний), періоду напіврозпаду та критичної маси (обидва 4–5 кг у відбиваючій берилієвій сфері). На відміну від розмноженого в реакторі плутонію, він має дуже низьку швидкість спонтанного поділу, що в поєднанні з його низькою критичною масою зробило його привабливим для компактної зброї гарматного типу, такої як артилерійські снаряди малого діаметра.
У розсекреченій записці ядерної програми США від 1966 року стверджувалося, що уран-233 виявився дуже задовільним як матеріал для зброї, хоча лише в рідкісних випадках він перевершує плутоній. Стверджувалося, що якби існуюча зброя базувалася на урані-233 замість плутонію-239, Лівермор не був би зацікавлений у переході на плутоній.
Присутність урану-232 може ускладнити виробництво та використання урану-233, хоча Ліверморський меморандум вказує на ймовірність того, що це ускладнення можна вирішити.
Хоча, таким чином, можна використовувати уран-233 як матеріал, що розщеплюється, для ядерної зброї, якщо не враховувати припущення, то публічно доступна інформація про те, що цей ізотоп фактично використовувався як зброя, обмежена:
- Сполучені Штати підірвали експериментальний пристрій під час випробувань «MET» операції «Teapot»(інші мови) у 1955 році, у якому використовувалась композитне ядро з плутонію/ 233U; його конструкція базувалася на плутонієвому ядрі з 235U з TX-7E, прототипу конструкції ядерної бомби Mark 7, яка використовувалася під час випробувань «Easy» операції Бастер-Джангл 1951 року. Незважаючи на те, що сталася не повна відмова, фактична потужність MET у 22 кілотонни була значно нижчою за прогнозовані 33 кт, тому зібрана інформація мала обмежену цінність.[11][12]
- Того ж року Радянський Союз підірвав свою першу водневу бомбу РДС-37(інші мови), яка містила розщеплюваний сердечник з 235U та 233U.[13]
- У 1998 році в рамках випробувань Pokhran-II(інші мови) Індія підірвала експериментальний пристрій малої потужності (0,2 кт) на основі 233U під назвою Shakti V.[14][15]

Реактор B та інші на заводі в Генфорді, оптимізовані для виробництва збройового матеріалу, використовувалися для виробництва 233U.
Вважається, що загалом Сполучені Штати виробили дві тонни 233U різного рівня чистоти, деякі партії з вмістом 232U до 6 ppm.

### Домішка232U
Виробництво 233U (через опромінення торію-232) незмінно утворює невеликі кількості урану-232 як домішки через паразитні (n, 2n) реакції у самому урані-233, або у протактинію-233, або у торію-232:
232Th (n,γ) → 233Th (β−) → 233Pa (β−) → 233U (n,2n) → 232U
232Th (n,γ) → 233Th (β−) → 233Pa (n,2n) → 232Pa (β−) → 232U
232Th (n,2n) → 231Th (β−) → 231Pa (n,γ) → 232Па (β−) → 232U
Інший канал включає реакцію захоплення нейтронів на невеликих кількостях торію-230, який є крихітною часткою природного торію, присутнього внаслідок розпаду урану-238:
230Th (n,γ) → 231Th (β−) → 231Pa (n,γ) → 232Pa (β−) → 232U
Ланцюг розпаду 232U швидко дає потужні джерела гамма-випромінювання. Талій-208 є найпотужнішим з них, 2,6 МеВ:
232U (α, 68,9 y)
228Th (α, 1,9 y)
224Ra (α, 5,44 МеВ, 3,6 дня, з γ 0,24 МеВ)
220Rn (α, 6,29 МеВ, 56 с, з γ 0,54 МеВ)
216Po (α, 0,15 с)
212Pb (β−, 10,64 год)
212Bi (α, 61 хв, 0,78 МеВ)
208Tl (β−, 1,8 МеВ, 3 хв, з γ 2,6 МеВ)
208Pb (стабільний)
Це робить ручну роботу в боксі з рукавичками лише з легким екрануванням (як зазвичай робиться з плутонієм) надто небезпечною (за винятком, можливо, короткого періоду відразу після хімічного відділення урану від продуктів його розпаду), і натомість вимагає складних дистанційних маніпуляцій для виготовлення палива.
Небезпека є значною навіть при 5 частках домішок на мільйон. Вибухова ядерна зброя потребує рівня 232U нижче 50 частин на мільйон (якщо вище, то 233U вважається «низькозбагаченим»; для порівняння «стандартний збройовий плутоній вимагає вмісту 240Pu не більше 6,5 %», що становить 65 000 ppm, а аналогічний 238Pu вироблявся на рівнях 0,5 % (5000 ppm) або менше). Для зброї поділу гарматного типу додатково потрібні низькі рівні (1 ppm) легких домішок, щоб зберегти низьке утворення нейтронів.
Виробництво «чистого» 233U з низьким вмістом 232U вимагає кількох факторів: 1) отримання відносно чистого джерела 232Th з низьким вмістом 230Th (який також перетворюється на 232U), 2) сповільнення нейтронів, щоб мати енергію не вище 6 МеВ (нейтрони надто високої енергії викликають реакцію 232Th (n,2n) → 231Th) і 3) видалення зразка торію з потоку нейтронів до того, як концентрація 233U досягне надто високого рівня, щоб уникнути розщеплення самого 233U (який виробляв би енергійні нейтрони).
Molten-Salt Reactor Experiment (MSRE) використовував 233U, розмножений у реакторах на легкій воді, таких як Індіан-Поінт, з вмістом 232U вище 220 ppm.

## Подальша інформація
Торію, з якого виділяють 233U, міститься в земній корі приблизно в три-чотири рази більше, ніж урану. Сам ланцюг розпаду 233U є частиною серії нептунію, ланцюга розпаду його прабатька 237Np.
Застосування урану-233 включає виробництво медичних ізотопів актиній-225 і бісмут-213, які є одними з його дочірніх ізотопів, ядерні реактори малої маси для космічних подорожей, використання як ізотопного індикатора, дослідження ядерної зброї та дослідження реакторного палива, включаючи торієвий паливний цикл.
Радіоізотоп бісмут-213 є продуктом розпаду урану-233; він є перспективним для лікування деяких видів раку, включаючи гострий мієлоїдний лейкоз і рак підшлункової залози, нирок та інших органів.